# 顏米羔
顏米羔（英語：Ngan Mic-GO，1981年3月9日—），本名顏金達，香港電影導演、攝影師 、歌手。

## 簡歷
顏米羔1981年出生於福建泉州石獅，兩歲時隨家人移居香港。畢業於香港道教聯合會青松中學，中學畢業後，於2001年入讀香港演藝學院電影電視系學士課程，選修剪接。就讀演藝學院期間，與同學組成製作公司從事婚禮攝影工作，用收入來支持創作事業，2003年退學全職投入攝影工作。

## 攝影
2004年其公司投得香港電台電視部外判節目《人間搜畫》，攝製紀錄片《薪火失傳》，擔任剪接工作。同年参與電影《大城小事》，負責拍攝製作花絮。期後主力從事演唱會拍攝、藝人唱片封套、電影劇照、廣告花絮、婚紗照、大會攝影、攝影指導等工作。2005年起開始為郭富城演唱會擔任硬照攝影師。2013年鄧麗欣在銅鑼灣時代廣場舉行《StepFree慈善相展》展出之相片均由顏米羔拍攝。2014年出版《史上最JOGO的婚禮》，與讀者分享自拍婚紗照技巧。期間亦曾為蘇永康、梁競徽、楊愛瑾等圈中人拍攝婚紗照片。

## 導演
2016年執導電影《私人會所》，於2017年公映。
2017年為電視節目《婚姻五重奏》擔任導演，節目於2018年1月ViuTV播出。
2025年為歌手林彥言歌曲MV《做自己的光》執導。

## 演出
| 節目名稱                                   | 日期                 | 地點               |
| ------------------------------------------ | -------------------- | ------------------ |
| 中年好聲音2                                | 2023年9月至2024年3月 | 電視廣播城         |
| 農曆新年賽馬日中年好聲音表演               | 2024年2月12日        | 沙田馬場           |
| 中年好聲音2隆重登場慈善音樂會              | 2024年4月15日        | 伊利沙伯體育館     |
| 全港運動會開幕典禮                         | 2024年4月21日        | 香港體育館         |
| 修哥無限楓騷演唱會2024                     | 2024年5月18日        | 倫敦人綜藝館       |
| 一班好聲音十力無限演唱會                   | 2024年6月22、23日    | 麥花臣場館         |
| 音樂人生 我們都是唱這歌慈善演唱會          | 2024年6月27 - 29日   | 香港文化中心       |
| 香港共慶回歸賽馬日                         | 2024年7月1日         | 沙田馬場           |
| 星星相識 齊盡興 HAVING FUN TOGETHER 演唱會 | 2024年7月27日        | 倫敦人綜藝館       |
| 星光熠熠耀保良                             | 2024年8月10日        | 香港會議展覽中心   |
| 劉威煌REunite Concert                      | 2024年8月11日        | 麥花臣場館         |
| 金沙20周年盛宴                             | 2024年8月24日        | 澳門               |
| 中年好聲音見面會                           | 2024年8月31日        | 多倫多             |
| 中年好聲音 Power of Live                   | 2024年9月1日         | 三藩市             |
| 中年好聲音 Power of Live                   | 2024年9月2日         | 洛杉磯             |
| 國慶賽馬日齊聲共慶75周年                   | 2024年10月1日        | 沙田馬場           |
| 千人華服賀國慶                             | 2024年10月4日        | 伊利莎白體育館     |
| 賈思樂 Happy Together 50年 In concert      | 2024年10月9日        | 香港文化中心       |
| 同心共創航天夢音樂劇                       | 2024年10月20日       | 柴灣青年廣場       |
| 鱷魚恤呈獻:ZONE D FUNtas4ic音樂會          | 2024年11月16日       | 麥花臣場館         |
| 東華三院155周年好聲音慈善音樂會            | 2025年2月18日        | 麥花臣場館         |
| 李龍基笑看人生演唱會2025                   | 2025年2月25日        | 香港文化中心音樂廳 |
| 保境安民為公益綜藝大匯演                   | 2025年5月15日        | 啟德體育園體藝館   |

## 音樂
2011年加入獨立樂隊Supervisor，擔任男主音，女主音為梁凱榳。
2016年組成獨立樂隊Can Band，身兼主音及歌詞創作。
2023年參加香港電視廣播有限公司舉辦的選秀節目《中年好聲音2》，参賽者編號3000，最終獲得第三名。
2024年首次公開演唱填詞作品〈一首歌〉。
2025年3月與歌手羅啟豪一同演出網上音樂節目MR music jam，選唱一些較為冷門電影及舞台劇歌曲。
7月開始與周國豐、支嚳儀、黃劍文主持音樂清談節目《今晚有歌廳》，於翡翠台播映。

## 外部連結
- 顏米羔的Instagram帳戶
- 顏米羔的Facebook官方專頁
- 顏米羔的You Tube頻道